# TuralTuranX
TuralTuranX — азербайджанский музыкальный дуэт, состоящий из двух братьев-близнецов: Турал и Туран Багмановы (азерб. Tural Bağmanov и азерб. Turan Bağmanov, род. 30 октября 2000 г. в г. Загатала, Азербайджан). Представители Азербайджана на конкурсе песни Евровидение 2023 с песней «Tell Me More» («Расскажи мне ещё»).

## История
Турал и Туран Багмановы родом из Загаталы на северо-западе Азербайджана. Они впервые увидели пианино в школе и были так очарованы им, что часто тайком репетировали песни. Потом отец купил им подержанный синтезатор. Позже они также научились играть на гитаре. TuralTuranX впервые появился в школах и на некоторых мероприятиях. Однако после смерти их отца они временно перестали заниматься музыкой.
Позже Турал переехал в столицу Азербайджана Баку и вместе со своим другом основал группу TheRedJungle, с которой Туран также выступал. Братья также выступали как уличные музыканты.
2 февраля 2023 года было объявлено, что TuralTuranX входят в число последних пяти кандидатов внутреннего отбора Азербайджана на конкурс песни Евровидение 2023. 9 марта они были выбраны в качестве представителей Азербайджана на конкурсе песни «Евровидение». Они выступят в первом полуфинале 9 мая со своей песней «Tell Me More». В финал конкурса исполнители не прошли.

## Личная жизнь
У Турала и Турана Багмановых было ещё два брата по имени Эмин и Джамал, оба погибли в дорожно-транспортном происшествии в Юхары-Тале в 2015 году.

## Дискография

### Синглы
- «Tell Me More» (2023)